# Банда Вячеслава Евстратова
Банда Вячеслава Евстратова — организованная преступная группировка, действовавшая в 1984—1985 годах в Москве.

## Создание банды
Создателями банды были москвичи Вячеслав Евстратов и Виктор Савченко. Савченко был майором ГАИ, а Евстратов работал в военизированной охране на Автозаводе имени Ленинского комсомола. Они жили в одном доме и были знакомы. В 1981 году Евстратов предложил Савченко совместно с ним совершать кражи дефицитных частей, амортизаторов и радиоприёмников с завода. Савченко согласился, и они стали заниматься воровством запчастей с АЗЛК. В общей сложности преступники украли запчастей на сумму в несколько тысяч рублей.

## Преступления
Савченко удалось добыть револьвер. Бандиты решили совершить ограбление инкассатора, перевозившего деньги в один из подмосковных военных гарнизонов. Кроме оружия, для этого нападения бандитам требовался и автомобиль. Бандиты несколько месяцев следили за инкассатором. У них возник план — на грузовике протаранить инкассаторский автомобиль, расстрелять всех людей в нем и похитить деньги.
В том же году Евстратов совершил убийство водителя такси и похитил у него 30 рублей. Через несколько дней он остановил на шоссе грузовик с надписью «Госкино» и попросил водителя подвезти его к дому.  В пути Евстратов убил шофера выстрелом в голову и, сев за руль, поехал к тому месту, где его уже ждал Савченко. По дороге Евстратова для проверки остановил инспектор ГАИ. Евстратов застрелил его и скрылся. Ограбление инкассатора бандитам пришлось отменить.
В 1985 году Евстратов устроился на должность начальника группы караула ВОХР на киностудию имени Горького. Через несколько дней бандиты вскрыли сейф в караульном помещении и похитили оттуда пять револьверов с патронами. Спустя несколько дней Евстратов, вооруженный одним из этих револьверов, напал на водителя такси в Реутове. Таксисту удалось выжить, но описать внешность бандита он не смог.
Револьверы бандиты спрятали у родственницы Савченко, живущей  в Могилеве. Своеобразным развлечением Евстратова было упражнение в стрельбе с участием своей гражданской жены Елены. Он заставлял не решавшуюся ему возразить женщину вставать к стене и стрелял из револьвера, стараясь попадать как можно ближе к голове Елены.
21 февраля 1985 года бандиты совершили нападение на инкассатора, снимавшего кассу в одном из московских магазинов. Убив его, бандиты похитили сумку с деньгами.

### Ограбление кассы киностудии имени Горького
Позже в банду вступил некто Костемеров. Евстратов решил убить и ограбить кассира киностудии имени Горького. Эта идея пришла главарю в голову после того, как он узнал, что кассирша Валентина Теленкова всегда привозит из банка крупную сумму денег, а выдача их по разным причинам растягивается на несколько дней.
Все разузнав и обдумав, Евстратов пришел к выводу, что украсть деньги из сейфа лучше всего тогда, когда день дежурства его караула совпадет с днем выдачи зарплаты работникам киностудии. Сначала Евстратов хотел изготовить слепки к ключам от сейфа, он даже напросился в гости к Теленковой, чтобы узнать, где она живет и где дома хранит ключи. Однако позже главарь банды отказался от идеи изготовить слепки и решил заполучить оригиналы ключей.
Костемеров, переодевшись в форму сотрудника милиции (предоставленную ему Савченко) пришел в квартиру Теленковой. Представившись участковым, Костемеров сказал, что на Теленкову поступила жалоба от её соседей снизу из-за того, что в квартире Теленковой постоянно происходят попойки. Теленкова пригласила Костемерова в квартиру, чтобы он убедился, что она живет одна. Костемеров, убив кассиршу выстрелом в спину, похитил ключи и пломбир от сейфа. Это убийство стало самым громким преступлением банды Евстратова.
Главарь банды решил споить остальных караульных на киностудии и беспрепятственно проникнуть в кабинет кассира. Во время дежурства его караула Евстратов угощал двоих подручных ему караульных водкой. Позже к ним присоединился Костемеров. Позже Евстратов приказал караульным разъезжаться по домам, сказав, что он один подежурит. Когда его подчиненные уехали, Евстратов и Костемеров отключили сигнализацию, похитили из сейфа около 50 тысяч рублей, снова включили сигнализацию и скрылись.

## Аресты, следствие и суд
После этого ограбления Евстратов спешно уехал к родственникам в Тамбовскую область. На это обратили внимание милиционеры, расследовавшие убийство Теленковой и ограбление кассы. Сыщикам уже было ясно, что эти преступления совершил кто-то из работников киностудии, потому что сигнализация была грамотно отключена, а извлеченная из стены в комнате убитой кассирши пуля была идентична пулям револьвера, похищенным из оружейной комнаты на киностудии.
Евстратов был задержан и вскоре признался в своих преступлениях. Позже были задержаны Костемеров и Савченко.
На суде выяснилось, что майор ГАИ Савченко, по долгу службы получавший все ориентировки и планы некоторых оперативных мероприятий, предупреждал своих сообщников об опасности. Также Савченко активно контактировал с западными журналистами — за деньги он рассказывал им о неуловимых московских бандитах, наводивших страх на добропорядочных граждан. Позже эта информация передавалась в эфирах радиостанций западных стран.
Все трое бандитов были приговорены к исключительной мере наказания — смертной казни. Приговор был приведен в исполнение. Гражданская жена Евстратова Елена, принимавшая участие в нескольких преступлениях банды, была приговорена к 6 годам заключения.